# Beaufort (bière)
Pour les articles homonymes, voir Beaufort.
La Beaufort est une bière blonde brassée dans les Brasseries du Cameroun depuis 1952.

## Histoire
La marque est rachetée en 1990 par le groupe Castel avec la brasserie du Cameroun, elle profite de la puissance du groupe pour s'implanter dans tous les pays d'Afrique de l'Ouest, puis le reste de l'Afrique. Elle est depuis notamment produite dans les brasseries du groupe : Brasseries du Congo, Société béninoise de brasseries et Société de limonaderies et brasseries d'Afrique. Elle est commercialisée au Cameroun, au Burkina Faso, au Bénin, au Mali, en Algérie, en République Démocratique du Congo, en Côte d'Ivoire, au Maroc, au Gabon, au Togo et à Madagascar.
Cette marque se positionne sur le secteur « jeunes adultes branchés ».

## Distributions
La Beaufort appelé aussi Beaufort Lager est présente dans plusieurs pays d'Afrique à travers diverses sociétés de distribution. 

### Cameroun
Le Cameroun est le pays qui a vu naître la bière Beaufort. Elle est distribuée par la société Boissons de Cameroun en bouteilles de 50 cl et 33 cl. 

### Burkina Faso
Au Burkina Faso, la bière Beaufort est commercialisée par la Société de Distribution de Boisson (SODIBO) /BRAKINA. Elle est disponible en bouteilles consignées de 33 cl, 50 cl et 65 cl. 

### RD Congo
En RDC, Beaufort Lager est conditionnée en bouteille verre retournable de 33 et 50cl.Elle est distribuée par la société BRACONGO. 